# Peru zászlaja
Peru zászlaja Peru egyik nemzeti jelképe.
A legenda szerint José de San Martín rengeteg flamingót látott, amikor 1820-ban Peruba érkezett. Jó előjelnek tekintette a dolgot, és elhatározta, hogy a fehér és a vörös legyenek a Perui Légió színei, amelyet az ország felszabadításának céljából hozott létre. A fehér szín a békét, a méltóságot és a haladást jelképezi, a vörös pedig a háborút és a bátorságot. 
A címeren az állatvilág (vikunya), a zöld termények (cinchona fa) és az ásványok világának (arany és ezüstpénzzel teli bőségszaru) szimbólumai jelennek meg. A babérkoszorú a pajzs felett a köztársaság szimbóluma. A pajzs melletti pálmaág és babérfüzér a béke szimbóluma, illetve az ország védelmére való felkészültségé.